# スズキ・GS650G
GS650Gは、スズキが製造販売していたネイキッドタイプのオートバイ。「カタナ」のサブネームとともに販売された。

## 概要
GS650Gは、GS650系のスポーツツアラーとして1981年に登場。
工業デザイナーのハンス・ムートを擁する「ターゲットデザイン」社による車体デザインを最大の特徴としたモデルである。
複雑な面構成の先進的な燃料タンク形状、ストリームラインのサイドカバー形状、車体各部にあしらった朱色の塗装部品や白塗装の星形キャストホイール等が印象的なデザインとなっている。
発売当初は「GS650Gカタナ」という車名で発売されたが、カタログ等には一切カタナとうたわれていない。
ラインナップ的には、シャフトドライブを採用した点からも、ロードスポーツであるとともにツアラーとしての性質を持っている。1983年モデルを最後に生産終了。
姉妹車種としては、「GS550M」（GN73A）がある。
GS650Gと同じ車体にGS550のエンジンを搭載し、デザインはほぼ共通ながらチェーンドライブ仕様になっている点が最大の差異となる。
関連車種としては、海外専用モデルとなるGS650シリーズがある。
チェーン駆動でフラットシートのスタンダードモデル「GS650E」（GP71A）、シャフト駆動でセミステップドシートのツアラーモデル「GS650GT」（GP71G）、シャフト駆動で段付きシートのアメリカンモデル「GS650GL」（GP71L）などが、ほぼ同時期に展開された。

## 遍歴
- GS650G（GP71B）
  - 1981年：GS650G-1：初期型[3]。
  - 1982年：GS650G-2：マイナーチェンジ。ギアポジションインジケータ下に燃料計を追加装備、チョークノブをステム部から左ハンドルスイッチ部に移設[3]。
  - 1983年：GS650G-3：最終型。ビキニカウルを標準装備、セミエア式フロントフォークを採用、ホイールのデザインを変更しチューブレスタイヤに対応、エンジン黒塗装仕上げ[3]、ホイールベースを3cm延長。デビュー以来ブライトシルバーメタリック１色のみだったカラーリングが初めてアイアンシルバーメタリックに変更となる。